# Онински рат
Онински рат (1467 — 1477) је грађански рат у Јапану током Муромачи периода. Онински рат означио је почетак периода великих грађанских ратова и слома централне власти у Јапану познат као Доба зараћених држава или Сенгоку период (1467-1615).

## Повод
Шогун Ашикага Јошимаса прогласио је свог брата Јошимија наследником шогуната. Годину дана касније Јошимаса Ашикага добија сина и мења мишљење и проглашава сина наследником.
Два клана Јамана и Хосокава су дотад били ривали и мешали су се једни другима у послове. Кад су видели два кандидата за шогуна стају на две супротне стране. Јамана Соузен одлучује да подржи Јошимасиног сина, а Хосокава Кацумото подржава Јошимасиног брата. Скупили су велике армије. Јамана је скупио 80.000 самураја и плаћеника, а Хосокава 85.000 и срећу се у Кјоту.
Нико још не почиње рат да их шогун не би сматрао побуњеницима. Рат је ипак започео кад је Јамана довукао додатних 20.000 људи, а Хосокавина кућа се мистериозно запалила. Тиме је клан Јамана сматран побуњеничким.

## Битке
Рат започиње у јулу 1467. До септембра северни делови Кјота су били рушевине, а сви су бежали из Кјота, старе царске престолнице.
Челници кланова су умрли 1473, али рат се настављао. Десет година након почетка рата цели Кјото је био рушевина. Шогун није чинио ништа да заустави рат. Док је рат трајао он је проводио време у културним активностима.

## Насиље у целом Јапану
Насиље у Кјоту оставило је тешке последице. Видело се да шогун као централна власт ништа не подузима. Због тога се закључује
да је мач најбољи начин решавања спорова, пошто централна власт ништа не чини. Започињу мали ратови по провинцијама по целом Јапану.
У провинцији Јамаширо два клана улазе у дуготрајни рат без победника. Сељаци и сиромашнији самураји (кокуђини) су се побунили 1485, створили су своју устаничку војску (ики) и присилили кланове да напусте њихов регион. Ики, армија сиромашних је постала толико снажна да је владала Јамаширо регионом.
Ики армије су се појавиле по свим деловима Јапана. Тако је у провинцији Кага секта амида будиста (Права школа чисте земље) формирала властиту ики армију и до 1488. истерала је најважније великаше из провинције. На реци Јодо подигли су утврђени замак.

## Последице
После Онинског рата Ашикага шогунат се скоро потпуно распао. Породица Хосокава влада, а Ашикага шогуни су само њихове марионете.
Јошимасин син Јошитане Ашикага је постао 1490. шогун, али Канреи Хосокава проглашава другог Ашикагу, Јошицумија Ашикагу да је шогун.
Клан Учи стаје иза Јошитанеа, нудећи војну помоћ. Тек 1508. уз помоћ Учија Јошитане Ашикага постаје шогун.
После тога почиње серија борби за контролу марионетске шогунатске власти. Хосокава клан је почео унутрашње борбе око свог наслеђа.
Хосокаве такође покушавају да створе рат унутар Учијевог територија.